# Gustav Lorenz

Denkmal für Gustav Lorenz in Darmstadt

Gustav Lorenz (* 4. Februar 1846 in Obbornhofen; † 7. August 1927 in Darmstadt) war ein deutscher Veterinärmediziner.

## Leben
Lorenz studierte ab Sommersemester 1864 Veterinärmedizin in Gießen und Stuttgart. In Gießen war er Mitglied des Corps Teutonia. Nach der Promotion zum Dr. med. vet. ließ er sich 1871 als Tierarzt in Ober-Ramstadt nieder. 1872 wurde er Kreisveterinärarzt in Schotten, 1877 in Lauterbach, 1878 in Offenbach am Main. 1881 wechselte er als Obermedizinalrat und Vortragender Rat in das Ministerium des Innern nach Darmstadt. 1910 wurde er Geheimer Obermedizinalrat und 1911 Mitglied des Reichsgesundheitsamts. Von 1916 bis 1919 war er Vorsitzender der Reichsfleischstelle in Hessen.
Gustav Lorenz war der Entdecker des Serums zur Bekämpfung der Rotlaufseuche der Schweine (Erysipeloid) und verfasste dazu zahlreiche Publikationen.

## Ehrungen
- Geheimer Obermedizinalrat[1]
- Denkmal am Mathildenplatz in Darmstadt
- Gustav-Lorenz-Straße in Darmstadt